# Asclepias candida
Asclepias candida là một loài thực vật có hoa trong họ La bố ma. Loài này được Vell. mô tả khoa học đầu tiên năm 1829.